# Ismail Bey

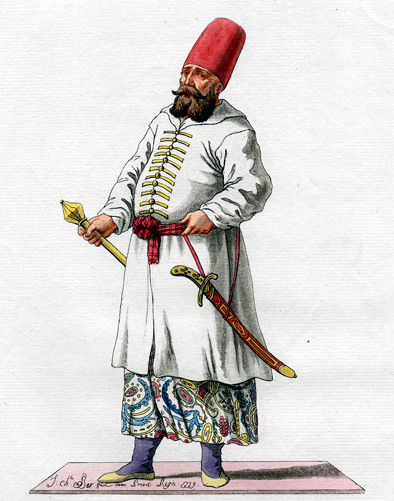
Ein Mamluken-Bey (anno 1779)

Ismāʿīl Bey (* um 1735; † im März 1791 in Kairo, Ägypten, damals Osmanisches Reich), genannt Ismail Bey al-Kabir („der Große“), war ein Emir der Mamluken und Regent in Ägypten.

## Alawija
Ismail Bey war vermutlich georgischer Abstammung und gehörte wie sein Herr Ali Bey zunächst zu den Mamluken des Ibrāhīm Katḫodā al-Qāzadoglu. Nach Ibrahims Tod (1754) wurde er in die Nachfolgekämpfe verwickelt und zunächst zu Ali Beys Schatzmeister. Nach Alis Machtübernahme (1766) wurde Ismail zum Bey befördert, während Ali Beys Schwiegersohn (nach anderen Angaben Schwager oder Adoptivsohn) Muhammad Bey Abu Dahab neuer Schatzmeister wurde.
Ali Bey hatte sich 1768 zum von der osmanischen Hohen Pforte unabhängigen Sultan Ägyptens aufgeschwungen. Die dagegen von den Osmanen aufgehetzten Beduinen Unterägyptens schlug Ismail Bey 1768 nieder, die revoltierenden Hawwara-Araber Oberägyptens 1769 Abu Dahab. Als Ali Bey 1770 Abu Dahab über das Rote Meer zur Unterwerfung Dschiddas und Mekkas ausgeschickt hatte, stieß Ismail Bey parallel dazu auf dem Landweg bis Dschidda vor und unterwarf die Küstenorte und Häfen des Hedschas.
Nachdem Ali Bey 1771 Abu Dahab zur Eroberung Syriens ausgeschickt hatte, war er 1772 jedoch von Abu Dahab verraten worden. Ismail wurde von Ali ausgeschickt, den auf Kairo marschierenden Abu Dahab aufzuhalten, musste sich aber der Übermacht des Gegners unterwerfen. Es gibt unterschiedliche Überlieferungen und Auffassungen, ob Ismail Bey dabei bis zuletzt bzw. so lange wie eben möglich loyal zu Ali Bey geblieben war oder ob er ihn an Abu Dahab verraten hatte. Ali Bey floh nach Palästina und wurde bei seiner Rückkehr 1773 von Abu Dahab geschlagen und getötet.

## Erste und zweite Regentschaft

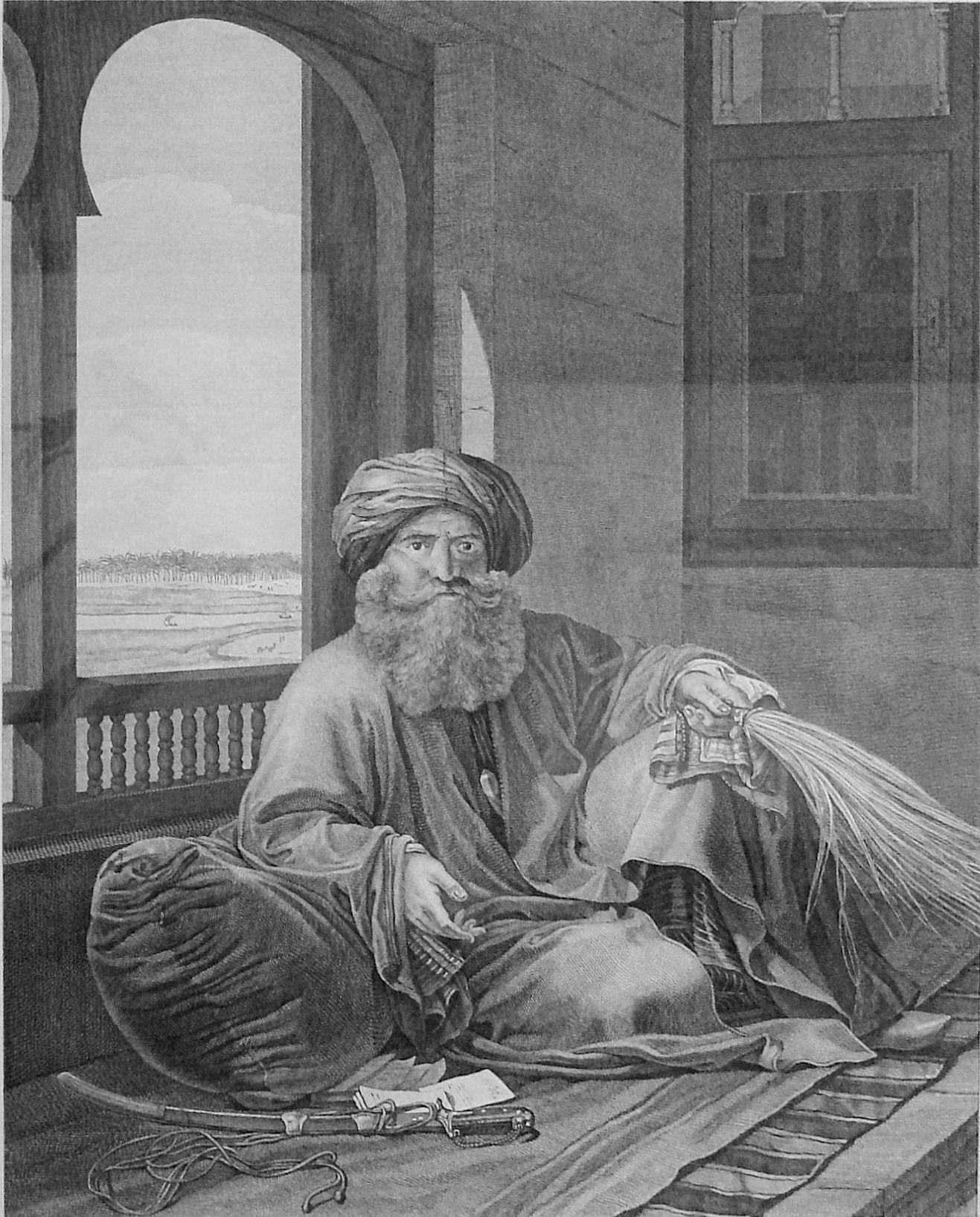
Hauptgegner: Murad Bey versuchte 1777, Ismail zu vergiften und vertrieb ihn 1778 aus Kairo. Nach Ismails Tod 1791 eignete er sich dessen Villa an.

Nach Abu Dahabs Tod war dessen Mamluken-Fraktion, die Muhammadija, zunächst zerstritten, während sich die ehemaligen Mamluken Ali Beys, die Alawija-Fraktion, um Ismail Bey sammelten. Rivalitäten zwischen den Muhammadija-Emiren Murad Bey und Ibrahim Bey ausnutzend, versuchte Ismail Bey mit Hilfe des Emirs Jussuf Bey und Unterstützung der Pforte zunächst das Amt des obersten Mamluken-Emirs (Scheich al-Balad) zu ursupieren, wurde jedoch von Murad und Ibrahim verdrängt. Murad versuchte 1777 sogar, sich des gefährlichen Konkurrenten durch einen Giftanschlag auf Ismail zu entledigen; der Mordversuch misslang jedoch und empörte weitere Mamlukenführer; Murad und Ibrahim mussten im August 1777 aus Kairo nach Oberägypten fliehen.
Auch mit osmanischem Segen konnte sich Ismail als Scheich al-Balad zunächst jedoch nur sechs Monate bis zum Februar 1778 behaupten und auch nur in Unterägypten und Kairo. Die von ihm zur Verfolgung Murads und Ibrahims nach Oberägypten ausgesandten Alawija-Einheiten unter Abd ar-Rahman Bey fielen von ihm ab, liefen zu den Muhammadija-Duumvirn über und kehrten gemeinsam mit diesen nach Kairo zurück. Diesmal war es Ismail, der mit seinen verbliebenen Anhängern nach Oberägypten fliehen musste. Allerdings brach auch das Bündnis zwischen Muhammadija und Alawija nach wenigen Tagen auseinander, Abd ar-Rahman Bey und seine Anhänger wurden bei Straßenkämpfen in Kairo getötet bzw. aufgerieben.
Von Oberägypten floh Ismail Bey nach Istanbul, kehrte aber 1781 über Tripolis kurzzeitig nach Oberägypten zurück, um dort einen erfolglosen Aufstand gegen Murad und Ibrahim anzuzetteln. Von Murad geschlagen, musste er sich 1782 nach Nubien zurückziehen und ging nach Istanbul ins Exil.

## Dritte Regentschaft

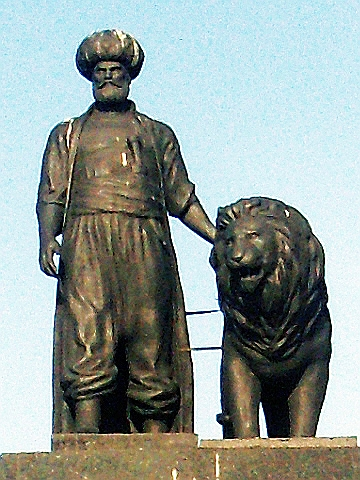
Verbündeter: Der türkische Admiral Hassan Pascha brachte Ismail Bey 1786 erneut an die Macht

Nachdem Ibrahim und Murad die Tributzahlungen an Istanbul eingestellt, wiederholt osmanische Paschas (Statthalter) abgesetzt und nach Istanbul zurückgeschickt hatten und auch keine Abgaben für die Pilgerfahrt entrichteten, war spätestens im Jahr 1786 die osmanische Pforte fest entschlossen, Ägypten wieder unter ihre direkte Kontrolle zu bringen. Mit Hilfe türkischer Truppen und Marineeinheiten unter Cezayirli Gazi Hassan Pascha (und mit Hilfe von Ibrahim Beys abtrünnigen Stellvertreter Ali Bey ad-Defterdar) kehrte Ismail nach Kairo zurück und wurde vom osmanischen Sultan wieder als Scheich al-Balad eingesetzt (obwohl sich auch Ali Bey ad-D. Hoffnungen auf dieses Amt gemacht hatte). Doch wieder beherrschte Ismail nur Unterägypten und Kairo, Murad und Ibrahim setzten von Oberägypten aus den Kampf gegen Ismail und die Türken fort. Gegen sie entsandte türkische Expeditionen waren anfangs erfolgreich, wurden aber bald zurückgedrängt. Statt der ihnen von den Türken angebotene Statthalterschaft über die Provinzen Esna (für Murad) und Qina (für Ibrahim) eroberten Murad und Ibrahim allmählich alle Städte südlich von Girga zurück.
Der 1787 ausgebrochene Russisch-Österreichische Türkenkrieg verkomplizierte Ismails Lage, Hassan Pascha und die osmanisch-türkischen Truppen wurden an der russischen Front gebraucht. Um den bevorstehenden Abzug der Türken auszugleichen, bat Ismail 1789 den Konsul des mit dem Osmanischen Reich traditionell verbündeten Frankreich um die Entsendung französischer Offiziere und Ausbildungseinheiten, doch der Ausbruch der Französischen Revolution verhinderte das.
Weniger der Abzug der Türken als vielmehr die Pest ließen Ismails Regime ab 1790 zusammenbrechen. Als auch Ismail im März 1791 an der Pest starb, wüteten in Kairo und Alexandria bereits Hungerrevolten und erneute Straßenkämpfe, in deren Ergebnis Murad und Ibrahim zurückkehrten.

## Weblink
- Sauveur Lusignan: A history of the Revolution of Ali Bey against the Ottoman Porte. London 1783

| Personendaten    | Personendaten                                                                                 |
| ---------------- | --------------------------------------------------------------------------------------------- |
| NAME             | Ismail Bey                                                                                    |
| ALTERNATIVNAMEN  | Ismāʿīl Bey; Ismail Beg; Ismail Bek; Ismail Bei; Ismael Bey; Ishmael Bey; Ismail Bey al-Kabir |
| KURZBESCHREIBUNG | Emir der Mamluken und Regent in Ägypten                                                       |
| GEBURTSDATUM     | um 1735                                                                                       |
| STERBEDATUM      | März 1791                                                                                     |
| STERBEORT        | Kairo                                                                                         |